# Münchner Vorstadthochzeit 1905
Die  Münchner Vorstadt-Hochzeit anno 1905 e. V. wurde im Jahr 1908 von Karl Arnold, einem Karikaturisten des Simplicissimus, gegründet und blickt auf eine über hundertjährige Tradition zurück. Die Idee war, durch einen Kostümball eine ernste Hochzeit der Münchner Vorstadt zu parodieren.

## Geschichte

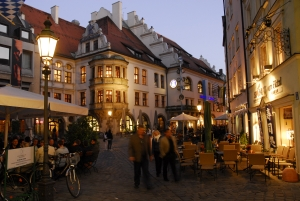
Das Hofbräuhaus am Platzl

In der Zeit zwischen dem 19. und dem 20. Jahrhundert gab es in München für den gesamten deutschsprachigen Raum bedeutende Künstlerfeste, wie die „Bauernkirta“ beim alten Schwabinger Wirt sowie den „Gaukler-“, „Argonauten-“ oder den „Modellball“ in der „Blüte“, einer Stätte in der Blütenstraße. Karl Arnold hatte den Einfall, etwas Neues zu schaffen. Er und seine Kollegen der Satirezeitschrift „Simplicissimus“ kreierten dabei die Münchner Vorstadthochzeit. Obwohl zuerst als Faschingsball gedacht, findet sie nun jährlich im Herbst zwischen Oktober und November im Wirtshaus am Bavariapark unter großer medialer Aufmerksamkeit statt.
Da gab es dann den Einzug des Veteranenvereins, des Gesangvereins oder die Parade des Jungfrauenvereins sowie Volkssänger, die das Ganze satirisch begleiteten. Komiker, Varieté, Kabarett, Brettl-Lieder und Couplets bevölkerten um die Jahrhundertwende die Wirtshäuser und Bühnen von München, Berlin und Wien. Die große Politik diente ebenso als Zielscheibe wie der kleinbürgerliche Alltag. Namen wie Papa Geis, Weiß Ferdl und Karl Valentin erinnern an diese Blütezeit des Couplets. Volksnahe Unterhaltung auf hohem künstlerischem Niveau wurde dargebracht. An einem weißgedeckten Tisch saß das Brautpaar samt Verwandtschaft, in einem Kinderwagen wurde bereits vorhandener Nachwuchs hereingeschoben. König Ludwig I. erschien in einem Theaterstück, auch Kaiser Wilhelm II. kam im Lodenanzug mit Kürassierhelm, auf der Suche nach Ludwig Ganghofer.
1938 wurde das Fest eingestellt und erst 1951 wiederbelebt. Aber erst 1958 nahm die Vorstadt-Hochzeit wieder Fahrt auf, angeschoben durch ein Komitee bestehend aus den Rechtsanwälten Claus Bastian und Hans Pixis, dem bayerischen Dramatiker Hans Fitz und seiner Frau Ilse, dem Innenarchitekten Hans Ley und dem Bohemien Edi Sohler. Die Damen und Herren nutzten ihre weitverzweigten gesellschaftlichen Beziehungen in der Stadt, um die richtigen Leute einzuladen. Hinzu kamen u. a. Künstler wie Ernst Maria Lang, Ludwig Schmid-Wildy und Größen aus Politik und Wirtschaft, wie der weltweit agierende Messeunternehmer Joachim Hietzig, die sich um den Erhalt des Festes große Verdienste erworben haben.
Inzwischen hat es mehrmals seinen Veranstaltungsort gewechselt. Vom „Arzberger Keller“ kam es in den Gasthof „Zum Franziskaner über der Klause“ im Stadtteil Harlaching, in den "Hackerkeller" auf der Theresienhöhe, dann in den Hofbräukeller am Wiener Platz und bis 2023 ins staatliche Hofbräuhaus. Seit 2024 findet die Vorstadt-Hochzeit jährlich unter neuer Vereinsführung (1. Vorständin: Bettina von Haken)  im Wirtshaus am Bavariapark (gleich oberhalb der Bavaria) im Herbst zwischen Oktober und November statt.
Neben Tanz und einem traditionellen bayerischen Hochzeitsessen treten jedes Jahr bekannte Schauspieler, Kabarettisten, Künstler und Sänger auf, um die Gäste zu unterhalten.

## Erste Bad-Taste-Party der Welt
Der Berliner Schriftsteller Erich Mühsam (1878–1934) erzählt in „Unpolitische Erinnerungen“ von seinem Besuch auf der Vorstadt-Hochzeit um das Jahr 1910 und liefert damit den Beweis, dass es Münchens erste „Bad Taste Party“ war. Sehr wahrscheinlich ist es das erste Fest unter diesem Motto weltweit.
"Offizielle Künstlerfeste, deren erfinderische Stilschönheit den Münchener Fasching im Ruhme der Welt sehr erhöht hat, habe ich wenig mitgemacht. Hier überwog schon eine gewisse mondäne Abgeschliffenheit, und das dieser Gaudi gemäße Getränk war Sekt. Trotz aller Ungezwungenheit und Lustigkeit, hier war nicht ganz die Atmosphäre, die meiner Wesensart entsprach. Man zeigte einander Berühmtheiten, und die schönsten Masken waren am Ende doch die, die am meisten Geld für ihre Verkleidung hatten springen lassen können. Frei davon war nur die alljährliche »Vorstadthochzeit«, die in Maskierung und Benehmen die Sitten und Gebräuche eines dicktuerischen Kleinbürgertums verulkte. Diese Gaudi, deren kostbare künstlerische Stilleistung in der Durchführung aller erdenklichen Stilwidrigkeiten lag, bei der Menschen von höchstem künstlerischem Geschmack – Albert Weisgerber war der witzigste Organisator des Festes – die aufgedonnerte Geschmacklosigkeit, die mißlungene Vornehmheit und die tolpatschige Grazie zum Gegenstand des Wettstreites machten, trug in der Idee und in der Erfindung der Mitwirkenden so viel Lustigkeit in sich selbst, daß hier auch nur ein Anhauch von gesellschaftlicher Konvention unmöglich war, auch schon darum unmöglich, weil sich die reizvollsten Frauen hatten überwinden müssen, Frisur und Kostüm in den schreiendsten Gegensatz zu dem zu bringen, was sie selber schön fanden."

## Bekannte Gäste
- Karl Arnold
- Georg Queri
- Albert Weisgerber
- Anne-Dora Arnold
- Ludwig Thoma[4]
- Fritz Berz (als Bräutigam 1910 und als Brautgroßvater 1960)
- Erich Mühsam[5]
- Ernst Maria Lang
- Ludwig Schmid-Wildy
- Liesl Karlstadt
- Hans Fitz
- Veronika Fitz (als Braut 1958)
- Helmuth Lohner
- Susanne Cramer
- Franz Josef Strauß
- Luitpold Prinz von Bayern
- Richard Süßmeier
- Gerd Käfer
- Elke Sommer
- Rudolph Moshammer
- Veronika von Quast
- Heinz-Josef Braun
- Petra Perle (als Braut 2009)
- Werner Rom
- Florian Odendahl
- Jutta Speidel
- Johanna Bittenbinder
- Winfried Frey
- Conny Glogger
- Dieter Fischer
- Ina Meling (als Braut 2015)
- Eisi Gulp (als Bräutigam 2015)
- Angela Ascher
- Corinna Binzer (als Braut 2017)
- Andreas Bittl (als Bräutigam 2017)
- Simon Pearce
- Brigitte Walbrun (als Braut 2014)
- Patrick Lindner
- Teresa Rizos (als Braut 2010)
- Maxi Schafroth (als Bräutigam 2010)
- Hansi Kraus (als Bräutigam 2011)
- Tommy Schwimmer
- Sina Wilke
- Nick McCarthy
- Jürgen Kirner (als Bräutigam 2009)
- Gerda Steiner
- Christiane Blumhoff
- Ilse Aigner
- Kathrin Anna Stahl (als Braut 2019)
- Ursula Maria Burkhart
- Ilse Neubauer
- Wolfgang Heubisch
- Marianne und Michael
- Hans Stadlbauer
- Die Couplet-AG
- Petra Auer-Frey
- Anton Feichtner
- Susanne Drexl
- Anton Leiss-Huber
- Sepp Schauer
- Gilbert von Sohlern (als Bräutigam 2012)
- Hermann Giefer
- Stefan Murr (als Bräutigam 2019)
- Monika Manz
- Gerd Lohmeyer
- Bernhard Ulrich
- Ferdinand Schmidt-Modrow (als Bräutigam 2014)
- Andreas Borcherding (als Bräutigam 2013)
- André Hartmann
- Martin Huber
- Brigitte Bayer

## Fernsehen (Auswahl)
- Münchner Vorstadthochzeit anno 1905 (Denkzeit – Die Sendung zum Mit-, Nach- und Weiterdenken – BR-alpha, Erstausstrahlung 12. Mai 2012)
- Die Vorstadthochzeit (Bayern erleben – Bayerischer Rundfunk Fernsehen, Erstausstrahlung 27. April 2020)

## Belege
1. ↑  Vorstadthochzeit anno 1905 - DER Künstlerball in München. Abgerufen am 20. Dezember 2024.
2. ↑  Historie der Vorstadthochzeit anno 1905 e. V.
3. ↑  online im Projekt Gutenberg-DE
4. ↑  SZ-Landkreisausgaben, Samstag, 14. April 2012 (Memento vom 4. März 2016 im Internet Archive) (PDF-Datei; 130 kB)
5. ↑  online im Projekt Gutenberg-DE